# ジャッキング (ダンス)
ジャッキングは、ダンスのムーブの一つ。端的には、腰から始まる身体の動きをいい、ハウスダンスにおいてロフティング、フットワークと並んで重要な要素の一つとされる。
日本での広まりはフランスとほぼ同時期の2004年頃から。特に2006年、JAPAN DANCE DELIGHTでSYMBOL-ISM+Clock Eyed Canvasがこの動きを取り入れて優勝した影響は大きい。

## 歴史
1990年代末、ニューヨークのダンサー、ブライアン・グリーンがHOUSE DANCE CONFERENCEというパーティを主宰するようになり、ニューヨークのダンスシーンを活性化させようという動きが見えてくる。2000年、このパーティで踊ったブライアン主導のチームHOUSE DANCE MASTERSがシカゴ由来の動きとしてジャッキングを紹介。シャー、トニー・マクレガーといったNYダンサー達もこのジャッキングに注目して自分達のスタイルに取り入れて、新しいスタイルを作り上げる。
当時ニューヨークにいたトニー・マクレガー、シャー、SHUHO、HIDEKI等のメンバーのジャッキングを取り入れたハウスダンス動画がThe House Dance ProjectのHPにて配信され、世界中のハウスダンサーの間で認知され始める。シャーが来日し、ジャッキングが日本のハウスダンス界でも広まる。2006年にJAPAN DANCE DELIGHTを初めてハウスダンスで優勝したSYMBOL-ISM＋Clock Eyed Canvasがジャッキングを取り入れたダンスを披露し日本のストリートダンス界に広まる。